# Sankt Stephan
Sankt Stephan (toponimo tedesco, ufficialmente St. Stephan; in francese Saint-Etienne, desueto) è un comune svizzero di 1 332 abitanti del Canton Berna, nella regione dell'Oberland (circondario di Obersimmental-Saanen).

## Geografia fisica
Sankt Stephan si trova nella Simmental presso il monte Albristhorn.

## Monumenti e luoghi d'interesse

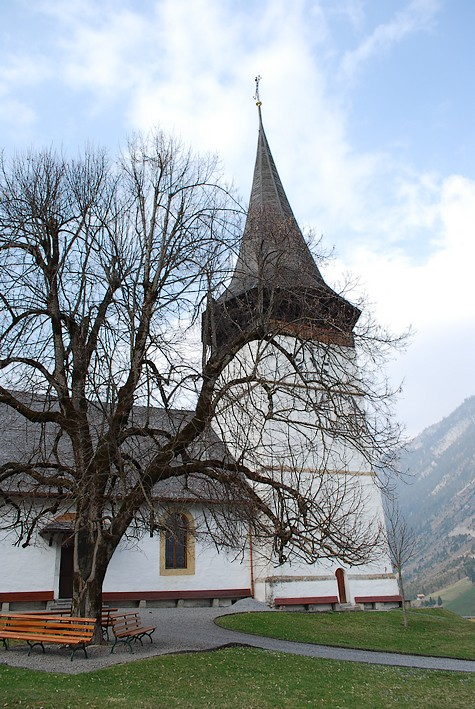
La chiesa riformata

- Chiesa riformata (già di Santo Stefano) in località Ried, eretta nell'Alto Medioevo e ricostruita nel XII e nel XV secolo[2].

## Società

### Evoluzione demografica
L'evoluzione demografica è riportata nella seguente tabella:
Abitanti censiti

## Geografia antropica

### Frazioni
Le frazioni di Sankt Stephan sono:
- Fermel
- Grodoey (sede comunale)
- Häusern
- Matten
- Obersteg
- Ried
- Zu Hähligen

## Economia
Sankt Stephan è una stazione sciistica collegata alla vicina Gstaad.

## Infrastrutture e trasporti

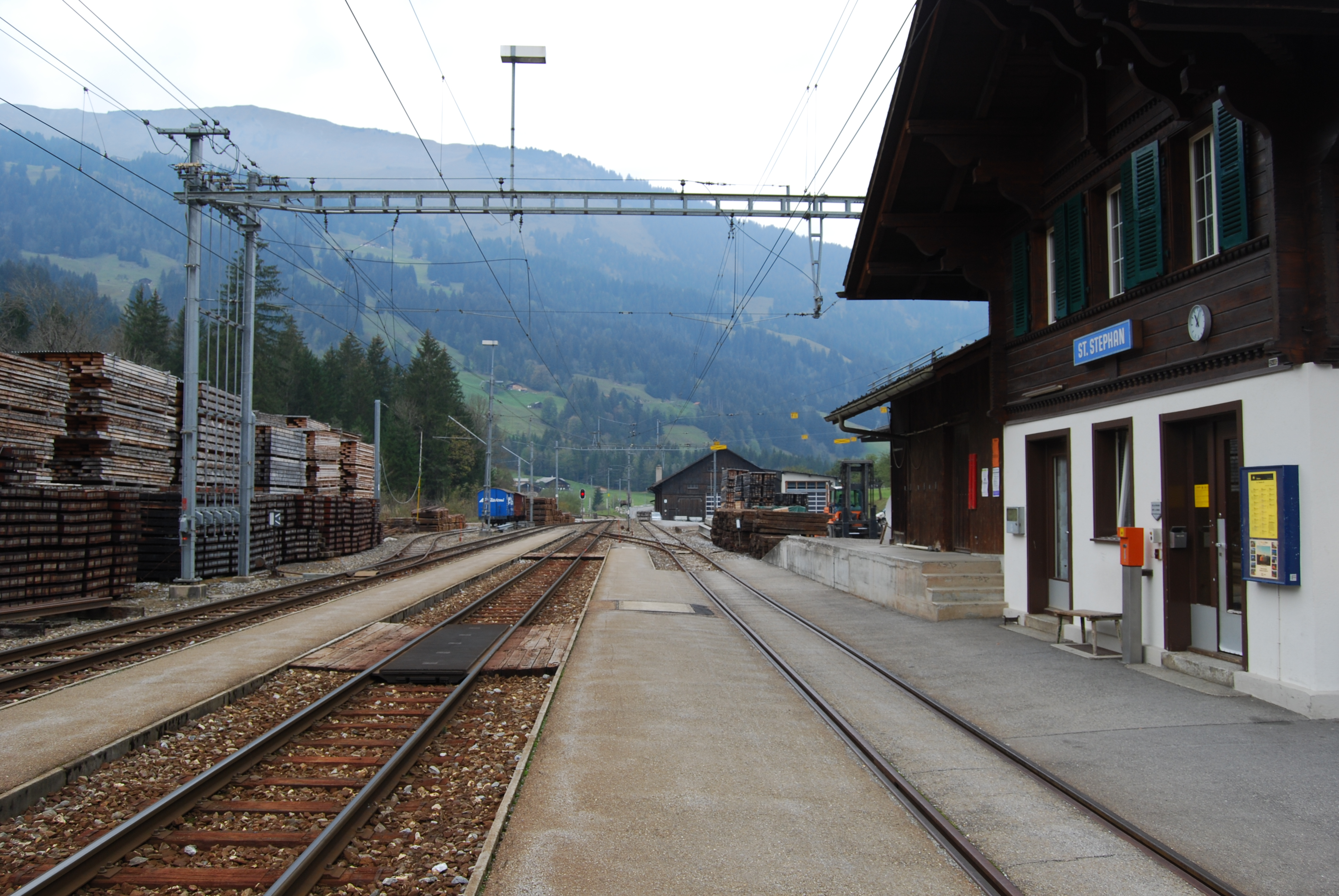
La stazione di Sankt Stephan

Sankt Stephan è servito dall'omonima stazione e da quella di Matten sulla ferrovia Montreux-Oberland Bernese.

## Amministrazione
Ogni famiglia originaria del luogo fa parte del cosiddetto comune patriziale e ha la responsabilità della manutenzione di ogni bene ricadente all'interno dei confini del comune.